# Gambetto Evans
Il gambetto Evans è un'apertura scacchistica caratterizzata dalle mosse:
1. e4(?) e5;
2. Cf3 Cc6;
3. Ac4 Ac5;
4. b4.
Il gambetto di Evans è una linea aggressiva della partita italiana o del gioco piano. Il Bianco offre un pedone per deviare l'alfiere nero in c5. Se il Nero accetta, il Bianco può continuare con c3 e d4, conquistando il centro e aprendo le diagonali per giocare Aa3 o Db3 in seguito, impedendo al Nero di arroccare rispettivamente sul lato di re e minacciando il pedone f7. Se il Nero rifiuta, il pedone b4 contrasta lo spazio sul lato di donna e il Bianco può proseguire con a4 più avanti nel gioco, guadagnando potenzialmente un turno e minacciando di intrappolare l'alfiere camposcuro del Nero. Secondo lo scacchista statunitense Reuben Fine, il gambetto Evans rappresenta una sfida per il Nero poiché le solite difese (giocare ...d6 e/o restituire il pedone del gambetto) sono più difficili da attuare rispetto ad altre mosse.
L'ECO ha due codici per il gambetto Evans, C51 e C52:
- C51: 1. e4 e5 2. Cf3 Cc6 3. Ac4 Ac5 4. b4;
- C52: 1. e4 e5 2. Cf3 Cc6 3. Ac4 Ac5 4. b4 Axb4 5. c3 Aa5.

## Storia

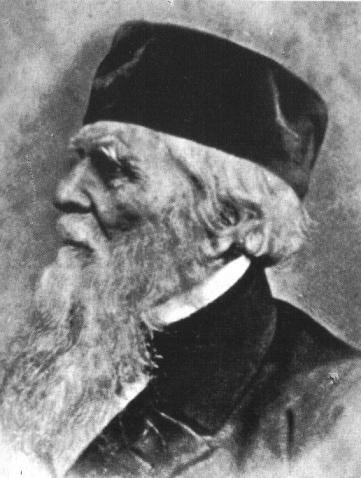
William Davies Evans, inventore del gambetto Evans

La mossa prende il nome dal capitano della marina gallese William Davies Evans, primo giocatore noto ad averlo impiegato. La prima partita con l'apertura è la Evans-McDonnell (Londra, 1827), anche se in quella partita fu giocato un ordine di movimento leggermente diverso (1. e4 e5 2. Cf3 Cc6 3. Ac4 Ac5 4. 0-0 d6 e solo ora 5. b4). Nella sua rubrica mensile Chess Life, lo scacchista Andrew Soltis ha commentato che Evans è stato «il primo giocatore ad essere ampiamente onorato per un'apertura che sappiamo aver giocato».
Nel 1832 la prima analisi della mossa fu pubblicata in Second Series of Progressive Lessons di William Lewis. Il gambetto divenne molto popolare e fu giocato più volte tra Alexander McDonnell e Louis-Charles de la Bourdonnais nel 1834. In seguito, giocatori come Adolf Anderssen, Michail Ivanovič Čigorin e Paul Morphy lo ripresero. La partita Sempreverde vinta da Adolf Anderssen contro Jean Dufresne si aprì con il gambetto Evans. In seguito, il secondo campione del mondo di scacchi Emanuel Lasker inferse un duro colpo all'apertura con un'idea difensiva moderna: restituire il pedone in circostanze favorevoli. Anche in seguito a questa partita e allo sviluppo di tecniche collegate, l'apertura fu pressoché abbandonata per gran parte del XX secolo, anche se John Nunn e Jan Timman la giocarono tra la fine degli anni settanta e l'inizio degli anni ottanta: una delle rare eccezioni di una certa importanza fu la vittoria di Sergio Mariotti contro il GM Svetozar Gligorić nel torneo di Venezia del 1971. Durante gli anni novanta Garry Kasparov la usò in alcune sue partite, ravvivando l'interesse per questo impianto.

## Gambetto Evans accettato
Il modo più ovvio ed usuale per il Nero di affrontare la mossa è accettarla con 4...Axb4, dopodiché il Bianco gioca 5. c3 e il Nero di solito prosegue con 5...Aa5, 5...Ae7 e, meno spesso, con 5...Ac5 e 5...Ad6, la difesa Stone-Ware). Il Bianco di solito prosegue con 6. d4. La difesa di Lasker è 4...Axb4 5. c3 Aa5 6. d4 d6 7. 0-0 Ab6 8. dxe5 dxe5 9. Dxd8+ Cxd8 10. Cxe5 Ae6. Questa variante elimina il fastidio dell'attacco del Bianco restituendo il pedone del gambetto e cambiando le regine e, secondo Reuben Fine, la posizione semplificata risultante è «psicologicamente deprimente per il giocatore del gambetto», il cui intento è solitamente un attacco aggressivo. Michail Ivanovič Čigorin ha analizzato più volte l'alternativa 9. Db3 Df6 10. Ag5 Dg6 11. Ad5 Cge7 12. Axe7 Rxe7 13. Axc6 Dxc6 14. Cxe5 De6, che evita il cambio delle regine, ma non fa raggiungere un chiaro verdetto. Invece il Bianco evita spesso questa linea con 7. Db3 Dd7 8. dxe5, quando il Nero può restituire il pedone con 8...Ab6 o tenerlo con 8...dxe5, sebbene il Bianco ottenga una compensazione sufficiente in questa linea.
In alternativa, il Nero può incontrare 6. d4 con 6...exd4, quando il Bianco può provare 7. Db3, una mossa spesso condivisa da Nigel Short. 7. 0-0 è tradizionalmente soddisfatto da 7...Cge7 che intende incontrare 8. Cg5 o 8. cxd4 con 8...d5, restituendo il pedone in molte linee, piuttosto che il materialistico 7...dxc3 che è ben accolto da 8. Db3 con un'iniziativa molto pericolosa per i pedoni sacrificati. In alternativa, 7...d6 8. cxd4 Ab6 è conosciuta come la "posizione normale", in cui il Nero si accontenta di un vantaggio di un pedone e il Bianco cerca una compensazione sotto forma di linee aperte e un centro forte.

### 5...Aa5
Secondo Chessgames.com, questo è il ritiro più giocato dal Nero. Evita i pedoni centrali del Bianco e blocca il pedone c3 se il Bianco gioca 6. d4, ma ha lo svantaggio di occupare la casella a5 di pertinenza del cavallo della donna nera. Solitamente il Nero in seguito ritira l'alfiere in b6 per facilitare ...Ca5, che è particolarmente forte quando il Bianco opta per l'approccio Ac4, Db3.

### 5...Ac5
Secondo Chessgames.com, questa è la seconda ritirata più giocata, con il Bianco che tuttavia si muove meglio rispetto a 5...Aa5. Questa mossa è spesso giocata da coloro che non hanno familiarità con il gambetto Evans ed è probabilmente inferiore a 5...Aa5 perché 6. d4 attacca l'alfiere e restringe le opzioni del Nero rispetto a 5...Aa5 6. d4.

### 5...Ae7
La difesa di Lasker è stata spesso considerata una delle ritirate "più sicure", in particolare da Viswanathan Anand. Dopo 6. d4 Ca5, il Bianco può tentare di mantenere un'iniziativa con 7. Ae2, come giocato da Garry Kasparov, oppure riconquistare immediatamente il pedone con 7. Cxe5.

### 5...Ad6
Questa è chiamata difesa Stone-Ware e rafforza il pedone e5.

### 5...Af8
Questa è chiamata difesa Mayet e viene impiegata di rado.

## Gambetto Evans rifiutato
Il gambetto può essere rifiutato con 4...Ae7 o con 4...Ab6, ma a causa della perdita di tempo che ne consegue, la maggior parte degli scacchisti considera più debole rifiutare il gambetto Evans che accettarlo, per poi rinunciare al pedone in una fase successiva. Inoltre, il Nero può giocare la rara variante del controgambetto (4...d5), giudicata però dubbia.
Nel libro My System, invece, Aron Nimzowitsch afferma che declinando la mossa il Nero non perde tempo, poiché la mossa b4 era, nel senso di sviluppo, improduttiva, come ogni mossa di pedone che non ha una connessione logica con il centro. Ad esempio, dopo 4...Ab6 5. b5 Cd4, se viene giocata 6. Cxe5, allora con 6...Dg5 si crea un forte attacco del Nero.